# VyOS
VyOS è un sistema operativo open source, basato su Linux e derivato dalla distribuzione Debian, in grado di offrire una piattaforma di routing completa e libera. 
È pensato sia per l'utenza domestica che aziendale e si distingue per la sua versatilità e la capacità di competere con le soluzioni commerciali ad oggi disponibili.
Grazie alla sua compatibilità con sistemi amd64, VyOS, può essere facilmente utilizzato come piattaforma di routing e firewall in ambienti cloud, utile per le aziende che necessitano di soluzioni di rete scalabili e sicure nelle loro infrastrutture.
VyOS può essere configurato e ottimizzato per supportare throughput di rete fino a 100 Gbps, rendendolo una scelta potente anche in ambienti ad alte prestazioni.
VyOS offre due opzioni di download: un'immagine rolling release e una LTS (Long Term Support). La rolling release è scaricabili gratuitamente e offre accesso alle ultime funzionalità e aggiornamenti, ma potrebbe risultare meno stabile e testata della LTS. La Long Term Support segue un modello "pay for binaries" simile a quello proposto da Red Hat per la sua Red Hat Enterprise Linux (RHEL). Questo modello prevede che gli utenti paghino per accedere a queste immagini, garantendo stabilità, aggiornamenti regolari e supporto professionale.
Le immagini LTS sono disponibili gratuitamente anche per i collaboratori attivi del progetto.

## Storia
Nel 2012, Brocade Communications decise di interrompere lo sviluppo di Vyatta Core Edition.  Vyatta era uno dei progetti open source più diffusi per il routing e il firewalling.
L'interruzione del progetto Vyatta Core spinse un gruppo di appassionati a prendere l'ultima versione disponibile, Vyatta Core 6.6R1,  e a continuare il suo sviluppo in modo indipendente.
Questo gruppo ha poi fondato Sentrium SL, una società spagnola, per supportare e sviluppare il progetto VyOS (erede open source di Vyatta Core).
Il 9 ottobre 2024, Sentrium SL è stata acquisita da VyOS Networks Corporation.

## Caratteristiche
Di seguito un elenco delle principali caratteristiche e funzionalità messe a disposizione da VyOS:
- Routing e protocolli: supporta BGP (IPv4 e IPv6), OSPF (v2 e v3), RIP e RIPng, routing basato su policy, BGP-LU e filtraggio avanzato delle rotte. IPv4, IPv6, QoS.
- VPN e Tunneling: include IPsec, VTI, VXLAN, L2TPv3, L2TP /IPsec e PPTP server, tunneling GRE, IPIP, SIT e OpenVPN in modalità client, server site-to-site, WireGuard.
- Firewall e NAT:  fornisce firewall basato su nftables, firewall basato su zone, e varie opzioni di NAT tra cui NAT one-to-one, one-to-many, many-to-many e NAT64/DNS64.
- Servizi di rete: include server DHCP e DHCPv6, relay DHCP, DNS forwarding, load balancing HTTP, proxy web, e server TFTP.
- Alta disponibilità e bilanciamento del carico: supporta VRRP per IPv4 e IPv6, possibilità di eseguire controlli di integrità personalizzati e script di transizione; ECMP, bilanciamento del carico, percorsi di failover.
- Gestione e configurazione: utilizza una CLI simile a Junos[12] con comandi come run, set, delete, show, commit, commit-confirm, compare.[13] Rollback senza riavvio,[14] repository PKI
- Automazione: Supporta API GraphQL, strumenti di gestione della configurazione come Ansible, salt, Netmiko, NAPALM, Terraform, cloud-init e scripting in Python
- Monitoraggio: integrazioni con Zabbix, FastNetMon e Prometheus / Grafana .[15]
- Compatibilità: VyOS può essere installato su una vasta gamma di server e appliance di rete, inclusi i principali hypervisors come Proxmox, VMware, Qemu e ambienti cloud come AWS, Google Cloud Platform, Oracle Cloud e altri

## Distribuzioni principali
Di seguito le principali distribuzioni di VyOS:
- Versione 1.0.0 (Hydrogen): distribuita il 22 dicembre 2013, questa è stata la prima versione ufficiale di VyOS dopo la continuazione del progetto Vyatta Core Edition da parte di un gruppo di appassionati.[16]
- Versione 1.3.0 (Equuleus): Annunciata l'11 ottobre 2021, questa versione ha introdotto diverse nuove funzionalità e miglioramenti alla stabilità.[17]
- Versione 1.4.0 (Sagitta): pubblicata il 14 febbraio 2024, questa versione LTS ha portato miglioramenti significativi alla configurazione e all'API, con un focus sulla stabilità e il supporto a lungo termine.[18]
- Versione 1.4.0-epa3 (Early Production Access): Annunciata il 14 maggio 2024, questa versione è stata disponibile per i sottoscrittori e i contributori, includendo correzioni per vulnerabilità di sicurezza.[19]
- Versione 1.3.8: Annunciata il 25 giugno 2024, questa è stata una release di manutenzione che ha corretto alcuni bug e migliorato la stabilità.[20]

### Storico delle distribuzioni
| Nome Release | Versione | Data              | Sistema Debian Base  |
| ------------ | -------- | ----------------- | -------------------- |
| Hydrogen     | 1.0.0    | 22 dicembre 2013  | Debian 6 (Squeeze)   |
| Hydrogen     | 1.0.1    | 17 gennaio 2014   | Debian 6 (Squeeze)   |
| Hydrogen     | 1.0.2    | 3 febbraio 2014   | Debian 6 (Squeeze)   |
| Hydrogen     | 1.0.3    | 9 maggio 2014     | Debian 6 (Squeeze)   |
| Hydrogen     | 1.0.4    | 16 giugno 2014    | Debian 6 (Squeeze)   |
| Hydrogen     | 1.0.5    | 26 settembre 2014 | Debian 6 (Squeeze)   |
| Helium       | 1.1.0    | 9 ottobre 2014    | Debian 6 (Squeeze)   |
| Helium       | 1.1.1    | 8 dicembre 2014   | Debian 6 (Squeeze)   |
| Helium       | 1.1.2    | 22 gennaio 2015   | Debian 6 (Squeeze)   |
| Helium       | 1.1.3    | 28 gennaio 2015   | Debian 6 (Squeeze)   |
| Helium       | 1.1.4    | 9 marzo 2015      | Debian 6 (Squeeze)   |
| Helium       | 1.1.5    | 25 marzo 2015     | Debian 6 (Squeeze)   |
| Helium       | 1.1.6    | 17 agosto 2015    | Debian 6 (Squeeze)   |
| Helium       | 1.1.7    | 17 febbraio 2016  | Debian 6 (Squeeze)   |
| Helium       | 1.1.8    | 13 novembre 2017  | Debian 6 (Squeeze)   |
| Crux         | 1.2.0    | 28 gennaio 2019   | Debian 8 (Jessie)    |
| Crux         | 1.2.1    | 16 aprile 2019    | Debian 8 (Jessie)    |
| Crux         | 1.2.2    | 15 lugli 2019     | Debian 8 (Jessie)    |
| Crux         | 1.2.3    | 5 settembre 2019  | Debian 8 (Jessie)    |
| Crux         | 1.2.4    | 1 gennaio 2020    | Debian 8 (Jessie)    |
| Crux         | 1.2.5    | 14 aprile 2020    | Debian 8 (Jessie)    |
| Crux         | 1.2.6    | 18 settembre 2020 | Debian 8 (Jessie)    |
| Crux         | 1.2.6-S1 | 28 settembre 2020 | Debian 8 (Jessie)    |
| Crux         | 1.2.7    | 25 marzo 2021     | Debian 8 (Jessie)    |
| Crux         | 1.2.8    | 6 luglio 2021     | Debian 8 (Jessie)    |
| Crux         | 1.2.9    | 2 dicembre 2022   | Debian 8 (Jessie)    |
| Crux         | 1.2.9-S1 | 22 marzo 2023     | Debian 8 (Jessie)    |
| Equuleus     | 1.3.0    | 21 dicembre 2021  | Debian 10 (Buster)   |
| Equuleus     | 1.3.1    | 21 marzo 2022     | Debian 10 (Buster)   |
| Equuleus     | 1.3.1-S1 | 30 marzo 2022     | Debian 10 (Buster)   |
| Equuleus     | 1.3.2    | 7 settembre 2022  | Debian 10 (Buster)   |
| Equuleus     | 1.3.3    | 22 giugno 2023    | Debian 10 (Buster)   |
| Equuleus     | 1.3.4    | 17 ottobre 2023   | Debian 10 (Buster)   |
| Equuleus     | 1.3.5    | 15 dicembre 023   | Debian 10 (Buster)   |
| Equuleus     | 1.3.6    | 14 febbraio 2024  | Debian 10 (Buster)   |
| Equuleus     | 1.3.7    | 13 maggio 2024    | Debian 10 (Buster)   |
| Sagitta      | 1.4.0    | 22 febbraio 2024  | Debian 12 (Bookworm) |